# 丹生都比賣神社

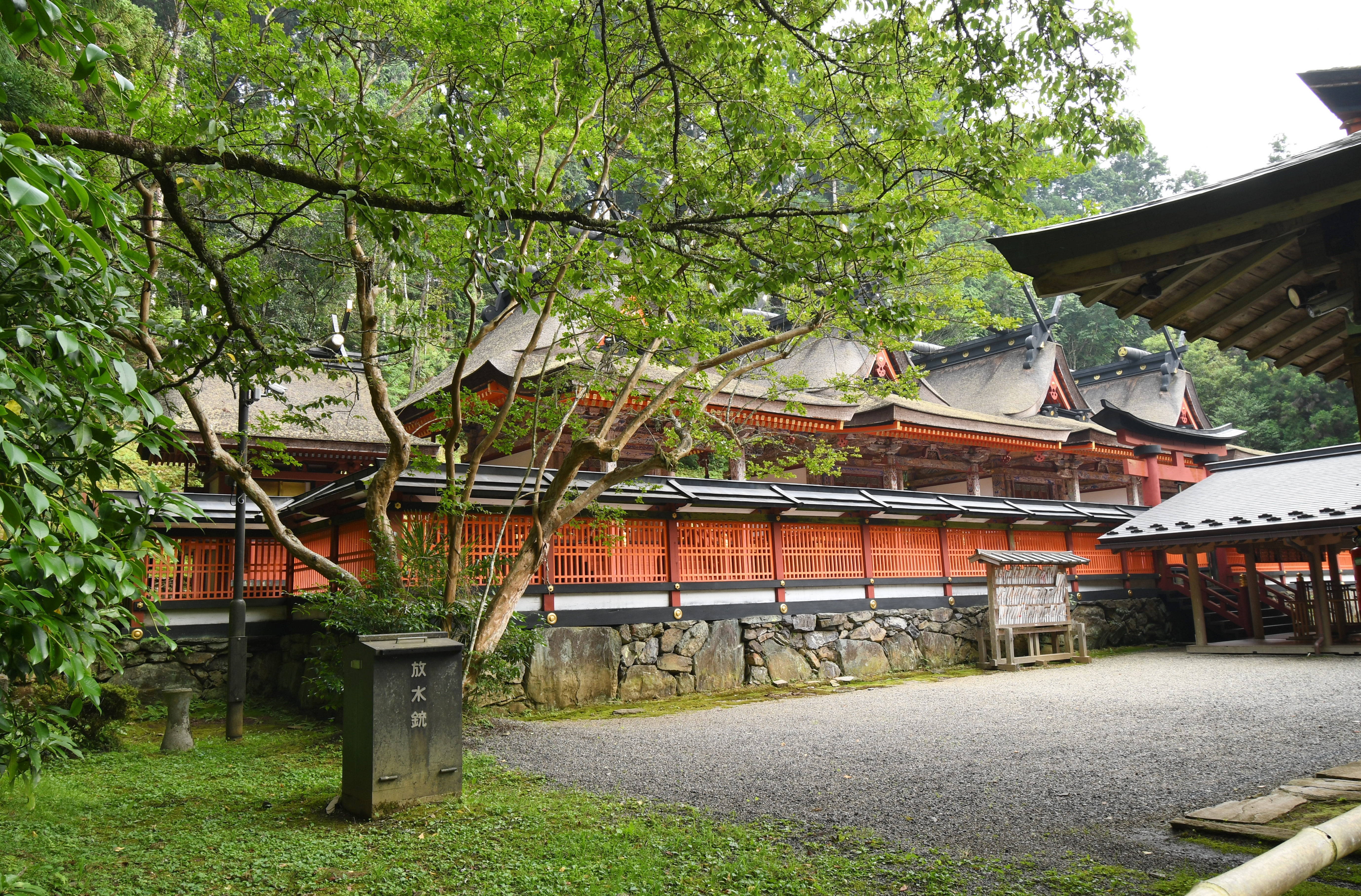
本殿

丹生都比賣神社（日语：丹生都比売神社）是位在日本和歌山縣伊都郡葛城町的神社。為式內社（名神大社）、紀伊國一宮、舊社格為官幣大社（現神社本廳的別表神社）。別稱為天野大社、天野四所明神，是日本全國祭祀丹生都比賣神的神社之總本社，也和高野山的關係深遠。
境內是國之史跡，2004年本殿、樓門及境內被聯合國教科文組織登錄為世界遺產『紀伊山地的聖地及朝聖路』之一部。

## 關連項目
- 丹生川上神社
- 丹生川上神社上社
- 丹生川上神社下社

## 外部連結
- （日語）丹生都比売神社（页面存档备份，存于）